# Eduard Antoch
Eduard Antoch (26. prosince 1932 – 8. března 2018) byl československý reprezentant ve veslování. V roce 1956 byl členem vítězné posádky osmiveslice s kormidelníkem na ME a členem posádky stejné lodi na olympijských hrách v Melbourne, kde byla československá osmiveslice s posádkou Josef Švec, Jan Jindra, Stanislav Lusk, Josef Věntus, Eduard Antoch, Jan Švéda, Ctibor Reiskup, Zdeněk Žára a kormidelník Miroslav Koranda vyřazena v semifinále a obsadila celkové 6. místo.